# 佐兰·卡利尼奇
佐兰·卡利尼奇（1958年7月20日—），塞尔维亚/南斯拉夫男子乒乓球运动员。他曾获得1枚世界乒乓球锦标赛金牌和3枚欧洲乒乓球锦标赛金牌。

## 家庭
儿子是篮球运动员尼古拉·卡利尼奇（1991年生）。